# Sharon Stone
Sharon Vonne Stone (Meadville (Pennsylvania), 10 maart 1958) is een Amerikaanse actrice. Ze kreeg grote bekendheid als filmactrice door haar rol in Paul Verhoevens Basic Instinct.

## Carrière
Eind jaren zeventig ging zij aan de slag als model bij de Ford Modeling Agency. Ze was onder andere te bewonderen in advertenties en commercials voor Clairol, Burger King, Revlon en Maybelline. Het leven als model beviel haar weinig, in 1980 ging Sharon Stone acteren en ze had in dat jaar een kleine rol in Woody Allens Stardust Memories, haar debuut. In de rest van de jaren tachtig had ze echter moeite om rollen te vinden die buiten het stereotype van het "domme blondje" lagen. Ook de films waarin ze in die tijd speelde (o.a. King Solomon's Mines, Police Academy 4, Action Jackson), waren geen succes bij critici en publiek. Dit veranderde in 1990, toen ze een rol kreeg in Paul Verhoevens Total Recall, als de bitchy echtgenote van Arnold Schwarzenegger. Dat jaar poseerde ze ook voor de Playboy. Alhoewel deze film haar doorbraak zou betekenen, duurde het twee jaar voordat ze weer een rol van betekenis had, in Verhoevens Basic Instinct, waarin ze de hoofdrol speelde naast Michael Douglas. Door deze film, waarin ze een kille biseksuele verleidster speelt, waar mogelijk een seriemoordenaar in schuilt, werd Sharon Stone een echte ster. Vooral de scène waarin ze tijdens een ondervraging door de politie haar benen van elkaar schoof, om te onthullen dat ze geen slipje aanhad, is wereldberoemd.
In de daaropvolgende films, Sliver en The Specialist (met Sylvester Stallone), borduurde ze verder op het erotische en het verleidelijke uit haar twee Verhoeven-films. In 1995 toonde Stone zich echter van haar serieuze kant, met rollen in Sam Raimi's western The Quick and the Dead en Martin Scorsese's Casino. Voor de laatste film kreeg ze een Golden Globe en een Oscarnominatie voor Beste Actrice. De meeste van de daaropvolgende films bleken geen succes te zijn. De enige uitzondering hierop was de insectenanimatie Antz. In 2006 kwam er een vervolg van Basic Instinct, Basic Instinct 2: Risk Addiction.
In 2020 speelde ze ook in de serie Ratched.

## Biografie
Stone werd geboren als het tweede kind (van vier) van Joe en Dorothy Stone, beiden afkomstig uit de arbeidersklasse. Ze bleek als kind liever in boeken te lezen dan met andere kinderen te spelen. Met een IQ van 154 werd ze op haar vijftiende toegelaten op de Edinboro University.
In 1984 ontmoette ze televisieproducent Michael Greenburg (bekend van MacGyver), met wie ze in het huwelijk trad. Het huwelijk hield nog geen drie jaar stand en in 1990 volgde de echtscheiding. In 1998 trouwde ze met redacteur Phil Bronstein. Ze scheidden in 2004. Stone heeft drie geadopteerde zoons.
In september 2001 werd Stone in het ziekenhuis opgenomen vanwege een beroerte. Later vertelde ze dat ze er een bijna-doodervaring had. De gebeurtenis heeft haar leven ingrijpend veranderd.
In 2005 kwam Sharon Stone openlijk uit voor haar biseksualiteit. Ze is een bekend voorvechtster voor de gelijke rechten van homoseksuelen.
In 2008 werd ze tijdens het Filmfestival van Cannes geïnterviewd op de rode loper. Er werd aan haar gevraagd of ze wist van de aardbeving in Sichuan, China. Vervolgens gaf ze als antwoord dat ze de aardbeving wel interessant vond, omdat ze vond dat de Chinezen onvriendelijk tegen de Tibetanen zijn, ook zei ze dat ze de aardbeving een vorm van karma vond. Sharon Stone heeft later hiervoor haar excuses aangeboden. In haar antwoord vertelde ze ook erg goed bevriend te zijn met de Dalai Lama, maar na deze opmerkingen nam deze afstand van Stone.

## Filmografie
- Deadly Blessing (1981)
- King Solomon's Mines (1985)
- ld (1987)
- Police Academy 4: Citizens on Patrol (1987)
- Above the Law (1988)
- Action Jackson (1988)
- Total Recall (1990)
- The Year of the Gun (1991)
- He Said, She Said (1991)
- Where Sleeping Dogs Lie (1991)
- Basic Instinct (1992)
- Sliver (1993)
- The Specialist (1994)

- Intersection (1994)
- Casino (1995)
- Last Dance (1995)
- The Quick and the Dead (1995)
- Diabolique (1996)
- Antz (1998)
- Sphere (1998)
- The Mighty (1998)
- The Muse (1999)
- If These Walls Could Talk 2 (2000)
- Cold Creek Manor (2003)
- Catwoman (2004)
- Broken Flowers (2005)

- Alpha Dog (2006)
- Basic Instinct 2: Risk Addiction (2006)
- Bobby (2006)
- Democrazy (2007)
- When a Man Falls in the Forest (2007)
- If I Had Known I Was a Genius (2007)
- $5 a Day (2008)
- The Year of Getting to Know Us (2008)
- Streets of Blood (2009)
- Largo Winch II (2011)
- Border Run (2012)
- Lovelace (2013)
- Nobody 2 (2025)

## Trivia
- Een van de mensen op straat in het computerspel Grand Theft Auto: San Andreas is gebaseerd op de rol van Sharon Stone in de film Basic Instinct.[bron?]
- In 2021 verscheen Sharon Stones autobiografie The Beauty of Living Twice.